# Cyrtodactylus jeyporensis
Cyrtodactylus jeyporensis är en ödleart som beskrevs av  Richard Henry Beddome 1878. Cyrtodactylus jeyporensis ingår i släktet Cyrtodactylus och familjen geckoödlor. Inga underarter finns listade i Catalogue of Life.
Denna ödla är endast känd från två platser i bergstrakten Östra Ghats i Indien. Den hittades mellan 1200 och 1300 meter över havet. Cyrtodactylus jeyporensis vistas i skogar och den besöker trädodlingar. Exemplaren gömmer sig ibland under stenar. Alla fynd gjordes på dagen. Honor lägger troligtvis ägg.
Beståndet hotas av skogsröjningar. Alla kända revir fördelar sig över en 600 km² stor yta. Uppskattningsvis är reviren tillsammans 8–10 km² stora. IUCN listar arten som starkt hotad (EN).